# Општина Паржол (Бакау)
Паржол (рум. Pârjol) општина је у Румунији у округу Бакау.
Општина се налази на надморској висини од 321 m.